# Eye in the Sky (film, 2015)
Eye in the Sky är en brittisk film från 2015, regisserad av Gavin Hood. Filmen premiärvisades vid Toronto International Film Festival den 11 september 2015. Medverkar gör bland andra Helen Mirren, Aaron Paul, Alan Rickman, och Barkhad Abdi.

## Handling
Överste Katherine Powell leder ett hemligt drönaruppdrag, från en militärbas i England. Genom att samarbeta med den amerikanska drönaroperatören Steve Watts, som är baserad i Nevada, och kenyanska agenter på plats, ska Katherine Powell fånga Al Shabaab-terrorister som gömmer sig i Nairobi, Kenya. När gruppen upptäcker att terroristerna planerar att utföra en självmordsattack, ändrar Katherine Powell instruktionerna till att döda terroristerna. Precis när man ska inleda attacken upptäcker Steve Watts en lekande nioårig flicka precis invid huset där terroristerna finns.

## Rollista (i urval)
- Helen Mirren – Katherine Powell
- Aaron Paul – Steve Watts
- Alan Rickman – Frank Benson
- Barkhad Abdi – Jama Farah
- Vusi Kunene – Moses Owiti
- Phoebe Fox – Carrie Gershon
- Gavin Hood – Ed Walsh
- Jeremy Northam – Brian Woodale
- Iain Glen – James Willett
- Michael O'Keefe – Ken Stanitzke